# Euskal Iraultzarako Alderdia
Euskal Iraultzarako Alderdia (Partido para la Revolución Vasca), EIA, fue un partido político español de ideología marxista y nacionalista vasca que operó en el País Vasco y Navarra entre 1977 y 1982. Algunos de sus dirigentes habían sido destacadas figuras de ETA, como su secretario general Mario Onaindia, Gregorio López Irasuegui, Bixente Serrano Izko e Iñaki Múgica Arregui, Ezkerra, entre otros.

## Historia
EIA se fundó a finales de 1976 por decisión de la VII Asamblea de ETA político-militar (ETA-pm), celebrada en septiembre de dicho año. Siguiendo los fundamentos ideológicos propuestos por Eduardo Moreno Bergareche, Pertur, en dicha asamblea se aprobó la necesidad de un desdoblamiento de la organización: ETA-pm permanecería como organización armada clandestina, mientras paralelamente se constituía un partido político legal de carácter obrero, socialista y abertzale. Aunque la dirección de ETA-pm designó directamente al comité ejecutivo provisional de EIA, en principio este partido no mantendría vínculos orgánicos con la organización armada, pero sí idénticos objetivos y actuaría como su brazo político.
EIA fue presentado públicamente el 2 de abril de 1977 en Gallarta (Vizcaya) ante unas cuatro mil personas, con la tolerancia del Gobierno a pesar de que el partido aún era ilegal. Sus fundamentos ideológicos eran una mezcla de independentismo y socialismo. En sus comienzos tenía una orientación marxista-leninista, pero más tarde fue evolucionando hacia el eurocomunismo influenciado en parte por el acercamiento a EIA de EKIA, un grupo con esa tendencia liderado por exdirigentes de HASI.
El 3 de abril de 1977 EIA también ingresa en la Koordinadora Abertzale Sozialista (KAS), apoyando la denominada Alternativa KAS, pero se enfrentó a la decisión de ETA-m de boicotear las elecciones democráticas, motivo por el que abandonaría KAS el 30 de agosto de ese mismo año junto con ETA-pm.
EIA, aún sin legalizar, aceptó la propuesta del Movimiento Comunista de Euskadi (EMK) de concurrir juntos en las elecciones generales de junio de 1977 formando la coalición Euskadiko Ezkerra (EE). EE obtuvo un escaño en el Congreso de los Diputados, que ocupó Francisco Letamendia, Ortzi, y otro en el Senado, que ocupó Juan María Bandrés, ambos por Guipúzcoa.
En su primer congreso, celebrado en octubre de 1977, se eligió a Mario Onaindia como cabeza de un nuevo comité ejecutivo. A diferencia del resto de fuerzas abertzales que integraron la «Mesa de Alsasua», rechazó formar parte de Herri Batasuna. Además, eliminó de sus estatutos la «independencia de Euskadi y la revolución socialista» como objetivos políticos para facilitar su legalización, la cual fue oficial el 19 de enero de 1978. Este cambio de rumbo fue propiciado por la nueva dirección de EIA, que nada más ser elegida decidió aceptar el régimen preautonómico, originando la marcha de muchos militantes. Por otro lado, su participación en el Consejo General Vasco también le distanció de EMK, que abandonó EE en febrero de 1978.
Ese mismo año EIA hizo campaña por el «no» en el referéndum para la ratificación de la Constitución española, pero en 1979 se mostró a favor del Estatuto de Autonomía del País Vasco. Asimismo, Letamendia sería desautorizado por EIA en sus continuos ataques al PNV y renunció al escaño en noviembre de 1978, presentándose unos meses después como cabeza de lista de Herri Batasuna (HB) en las elecciones generales de 1979.
En Navarra, donde era un partido más débil, aunque inicialmente formaba parte de la Unión Navarra de Izquierdas (UNAI) no llegó a participar plenamente en esta coalición. En las elecciones al Parlamento de Navarra de 1979 se presentó con el nombre de Euskadiko Ezkerra, integrándose en la coalición Nacionalistas Vascos por la merindad de Pamplona (junto con PNV, ESEI y PTE) y en las denominadas Agrupaciones Electorales de Merindad (junto con HB y EMK) por las de Estella, Sangüesa y Olite.
Desde su origen EIA mantuvo una estrecha relación con ETA-pm, estando las direcciones de ambas organizaciones coordinadas, aunque manteniendo el partido la dirección política. En febrero de 1981 pidió un alto el fuego a ETA-pm, que está cumplió, y posteriormente desempeñó un papel fundamental, con Bandrés y Onaindia a la cabeza, para la disolución de la facción VII Asamblea de dicha organización (la facción VIII continuó en activo) y la reinserción de sus activistas.
EIA celebró su tercer y último congreso en junio de 1981, donde decidió su disolución para poder refundarse como Euskadiko Ezkerra, cuya marca le pertenecía legalmente. En septiembre, los secretarios generales de EIA y el Partido Comunista de Euskadi (PCE-EPK), Mario Onaindia y Roberto Lertxundi, anunciaron la unión de ambos partidos, y en marzo de 1982 se celebró el proceso constituyente de Euskadiko Ezkerra-Izquierda para el Socialismo (EE-IPS) como nuevo partido político surgido de la convergencia entre EIA y un sector importante del PCE-EPK.